# 코쥘 쌍대성
수학에서 코쥘 쌍대성(Koszul雙對性, 영어: Koszul duality)은 결합 대수와 결합 대수 사이의, 또는 보다 일반적으로 오퍼라드와 오퍼라드 사이의 쌍대성 이론이다.
대략, 이차 오퍼라드(二次operad, 영어: quadratic operad) {\displaystyle {\mathcal {P}}(A,E,R)}는 이항 연산만을 가지며, 3항 이하 대수적 공리만을 갖는 오퍼라드이다. 이 경우,
- {\displaystyle E}는 오퍼라드의 이항 연산들의 공간이다.
- {\displaystyle R}는 이 이항 연산들이 만족시키는 대수적 공리들의 공간이다.
- {\displaystyle A}는 사용되는 스칼라의 환이며, 예를 들어 체 또는 사원수환 등을 사용할 수 있다.

각 이차 오퍼라드에 대하여 코쥘 쌍대 오퍼라드(Koszul雙對operad, 영어: Koszul-dual operad)를 정의할 수 있으며, 이 역시 이차 오퍼라드이다.
각 오퍼라드에 대하여, 이차 대수(二次代數, 영어: quadratic algebra)와 이차 초대수(二次超代數, 영어: quadratic superalgebra)를 정의할 수 있다. 이들은 대략 정수 등급을 갖는 생성원들로 생성되며, 그 속에서 성립하는 모든 관계가 2항 관계인 대수들이다. (이차 대수와 이차 초대수의 차이는, 이차 초대수의 경우 홀수 차수와 홀수 차수 사이에 코쥘 부호 규칙을 적용하지만, 이차 대수의 경우 이러한 추가 마이너스 부호를 붙이지 않는다는 것이다.) 이 경우, 이차 오퍼라드의 이차 대수의 개념은 그 코쥘 쌍대 오퍼라드의 이차 초대수의 개념과 동치이다.

## 정의

### 등급 벡터 공간의 대칭 모노이드 범주
체 {\displaystyle K} 위의 정수 등급 벡터 공간의 범주 {\displaystyle \operatorname {grVect} _{K}} 위에, 텐서곱
{\displaystyle (V\otimes W)_{n}=\bigoplus _{i+j=n}V_{i}\otimes W_{i}}
를 부여하면, 이는 모노이드 범주를 이룬다. 그 위에, 다음과 같은 서로 다른 두 대칭 모노이드 범주 구조를 줄 수 있다.
{\displaystyle \iota ^{+}\colon V\otimes W\to W\otimes V}
{\displaystyle \iota ^{+}\colon v\otimes w\mapsto w\otimes v}
{\displaystyle \iota ^{-}\colon V\otimes W\to W\otimes V}
{\displaystyle \iota ^{-}\colon v\otimes w\mapsto (-)^{\deg v\deg w}w\otimes v}
이 두 대칭 모노이드 범주를 각각 {\displaystyle \operatorname {grVect} _{K}^{\pm }}으로 표기하자.:(1.3.18)

### 이차 오퍼라드
다음과 같은 데이터가 주어졌다고 하자.
- 체 {\displaystyle K}
- 반단순 {\displaystyle K}-결합 대수 {\displaystyle A}. 즉, {\displaystyle A}는 아르틴 환이며, {\displaystyle A}의 제이컵슨 근기는 0이다.
- {\displaystyle (A,A^{\otimes _{K}2})}-쌍가군 (즉, {\displaystyle A\otimes _{K}A^{\operatorname {op} }\otimes _{K}A^{\operatorname {op} }}-왼쪽 가군) {\displaystyle E}
- {\displaystyle E} 위의 대합 {\displaystyle \sigma \colon E\to E}. 이는 다음을 만족시켜야 한다.
{\displaystyle \sigma (a\cdot e\cdot b\otimes _{K}c)=a\cdot \sigma (e)\cdot b\otimes _{K}c\qquad (a,b,c\in A,\;e\in E)}

그렇다면, 공간
{\displaystyle E\otimes _{A}E}
를 정의하자. 여기서, {\displaystyle E}의 오른쪽 {\displaystyle A}-작용은
{\displaystyle e\cdot a=e\cdot (a\otimes _{K}1)}
이다.
{\displaystyle E\otimes _{A}E} 위에는 다음 구조가 존재한다.
- {\displaystyle (A,A^{\otimes _{K}3})}-쌍가군 구조
- {\displaystyle \operatorname {Sym} (2)}-작용 {\displaystyle e\otimes _{A}e'\mapsto e\otimes _{A}\sigma (e')}

이에 따라, 유도 가군
{\displaystyle \operatorname {Ind} _{\operatorname {Sym} (2)}^{\operatorname {Sym} (3)}(E\otimes _{A}E)}
을 정의할 수 있다. 
그렇다면,
{\displaystyle E(2)=E}
{\displaystyle E(n)=0\qquad \forall n\geq 3}
로 생성되는 (즉, 이항 연산만으로 생성되는) 자유 오퍼라드 {\displaystyle \operatorname {Free} (E)}를 구성할 수 있으며,
{\displaystyle \operatorname {Free} (E)(3)=\operatorname {Ind} _{\operatorname {Sym} (2)}^{\operatorname {Sym} (3)}(E\otimes _{A}E)}
이다. 이제, 자유 오퍼라드 {\displaystyle \operatorname {Free} (E)}의,
{\displaystyle R\subseteq \operatorname {Free} (E)(3)}
에 대한 몫 오퍼라드를 이차 오퍼라드 {\displaystyle {\mathcal {P}}(A,E,R)}라고 한다.

### 쌍대 오퍼라드
오퍼라드 {\displaystyle {\mathcal {P}}(A,E,R)}가 주어졌다고 하자. 그렇다면, 그 {\displaystyle A}-쌍대 가군
{\displaystyle E^{\vee }=\hom _{A}(E,A)}
을 생각하자. 그렇다면, {\displaystyle {\mathcal {P}}(A,E,R)}의 쌍대 오퍼라드는 다음과 같다.
{\displaystyle {\mathcal {P}}(A,E,R)^{!}={\mathcal {P}}(A^{\operatorname {op} },E^{\vee },R^{\perp })}
여기서
{\displaystyle R^{\perp }=\{\phi \in E^{\vee }\colon \phi (r)=0\qquad \forall r\in R\}}
는 {\displaystyle R}의 직교 여공간이다.

### 이차 대수와 이차 초대수
이차 오퍼라드 {\displaystyle {\mathcal {P}}={\mathcal {P}}(A,E,R)}가 주어졌다고 하자.
이제, {\displaystyle V}가 {\displaystyle (A,A)}-쌍가군(즉, {\displaystyle A\otimes _{K}A^{\operatorname {op} })}-가군)이라고 하자. 또한, 임의의
{\displaystyle S\subseteq (E\otimes _{A^{\otimes _{K}2}}V^{\otimes _{K}2})_{\operatorname {Sym} (2)}}
가 부분 {\displaystyle (A,A)}-쌍가군이라고 하자. 
그렇다면, {\displaystyle V}로 생성되는, 대칭 모노이드 범주 {\displaystyle \operatorname {grVect} _{K}^{\pm }} 위의 자유 대수
{\displaystyle \operatorname {Free} _{\mathcal {P}}^{\operatorname {grVect} _{K}^{\pm }}(V)}
의, {\displaystyle S}(로 생성되는 아이디얼)에 대한 몫
{\displaystyle {\frac {\operatorname {Free} _{\mathcal {P}}(V)}{(S)}}}
과 같은 꼴의 {\displaystyle {\mathcal {P}}}-대수를 생각할 수 있다.
만약 {\displaystyle \operatorname {grVect} _{K}^{+}}를 사용했다면, 이를 {\displaystyle {\mathcal {P}}}-이차 대수라고 하며, 만약 만약 {\displaystyle \operatorname {grVect} _{K}^{-}}를 사용했다면, 이를 {\displaystyle {\mathcal {P}}}-이차 초대수라고 한다.

### 코쥘 오퍼라드
이차 오퍼라드 {\displaystyle {\mathcal {P}}={\mathcal {P}}(A,E,R)} 위의 대수 {\displaystyle B}에 대하여, 일종의 호몰로지 이론을 정의할 수 있다.:Definition (4.2.3)  ({\displaystyle {\mathcal {A}}=\operatorname {Ass} }일 경우, 이는 호흐실트 호몰로지와 같다.:Example (4.2.4a)) 만약 모든 자유  {\displaystyle {\mathcal {P}}}-대수의 고차 (즉, 1차 이상) 호몰로지가 자명하다면, {\displaystyle {\mathcal {P}}}를 코쥘 오퍼라드(영어: Koszul operad)라고 한다.:Theorem 4.2.5
코쥘 오퍼라드 {\displaystyle {\mathcal {P}}}의 경우, 호모토피 {\displaystyle {\mathcal {P}}}-대수(영어: homotopy {\displaystyle {\mathcal {P}}}-algebra)의 개념을 정의할 수 있다.:Definition 4.2.13

## 성질

### 이차 오퍼라드의 구조
이차 오퍼라드 {\displaystyle {\mathcal {P}}(A,E,R)}의 낮은 차수 성분은 다음과 같다.:(2.1.7)
{\displaystyle {\mathcal {P}}(A,E,R)(1)=A}
{\displaystyle {\mathcal {P}}(A,E,R)(2)=E}
또한, 3차 성분에 대하여 다음과 같은 짧은 완전열이 존재한다.
{\displaystyle 0\to R\to \operatorname {Free} (E)(3)\to {\mathcal {P}}(A,E,R)(3)\to 0}

### 코쥘 쌍대성
코쥘 쌍대성에 따르면, 이차 오퍼라드 {\displaystyle {\mathcal {P}}}에 대하여, 다음과 같은 일대일 대응이 존재한다.
{\displaystyle {\mathcal {P}}}-이차 대수 {\displaystyle \leftrightarrow } {\displaystyle {\mathcal {P}}^{!}}-이차 초대수
{\displaystyle {\mathcal {P}}^{!}}-이차 대수 {\displaystyle \leftrightarrow } {\displaystyle {\mathcal {P}}}-이차 초대수

### 호모토피 코쥘 쌍대성
호모토피 대수에 대하여 다음과 같은 코쥘 쌍대성이 성립한다. 임의의 등급 {\displaystyle (A,K,A)}-쌍가군
{\displaystyle V=\bigoplus _{n}V_{n}}
{\displaystyle \dim _{K}V_{n}<\infty \qquad \forall n}
이 주어졌다고 하자. 그렇다면, 다음 두 집합 사이의 표준적인 일대일 대응이 존재한다.
- {\displaystyle V_{\bullet }} 위의 호모토피 {\displaystyle {\mathcal {P}}}-대수 구조
- {\displaystyle V}의 (등급별) 쌍대 공간 {\displaystyle \textstyle V^{*}=\bigoplus _{n}V_{n}^{*}}의 현수(영어: suspension) 위의 {\displaystyle {\mathcal {P}}^{!}}-자유 대수 {\displaystyle \operatorname {Free} _{{\mathcal {P}}^{!}}(A^{*}[1])} 위의, 등급 +1의, 다음 두 조건을 만족시키는 연산 {\displaystyle \mathrm {d} \colon \operatorname {Free} _{{\mathcal {P}}^{!}}(A^{*}[1])\to \operatorname {Free} _{{\mathcal {P}}^{!}}(A^{*}[1])}
  - (멱영성) {\displaystyle \mathrm {d} ^{2}=0}
  - (곱 규칙) {\displaystyle \mathrm {d} \mu (a,b)=\mu (\mathrm {d} a,b)+(-)^{\deg a}\mu (a,\mathrm {d} b)\qquad \forall \mu \in {\mathcal {P}}(2),\;a,b\in \operatorname {Free} _{{\mathcal {P}}^{!}}(A^{*}[1])}

## 예
만약 {\displaystyle A=K}일 경우, {\displaystyle {\mathcal {P}}(K,E,R)}는 {\displaystyle E}에 의하여 정의되는 이항 연산들을 가지며, {\displaystyle R}에 의하여 정의되는 대수적 관계들을 갖는 대수 구조들의 오퍼라드이다. 특히, 결합 대수의 오퍼라드 {\displaystyle \operatorname {Ass} } · 가환 결합 대수의 오퍼라드 {\displaystyle \operatorname {Com} } · 리 대수의 오퍼라드 {\displaystyle \operatorname {Lie} }는 모두 이차 오퍼라드이다.
| 오퍼라드                                             | {\displaystyle \operatorname {Ass} } | {\displaystyle \operatorname {Com} }                                 | {\displaystyle \operatorname {Lie} }                                       |
| ---------------------------------------------------- | --- | -------------------------------------------------------------------- | -------------------------------------------------------------------------- |
| {\displaystyle A}                                    | {\displaystyle K} | {\displaystyle K}                                                    | {\displaystyle K}                                                          |
| {\displaystyle E}                                    | {\displaystyle \operatorname {Span} _{K}\{x_{1}x_{2},x_{2}x_{1}\}} | {\displaystyle \operatorname {Span} _{K}\{x_{1}x_{2}\}}              | {\displaystyle \operatorname {Span} _{K}\{[x_{1},x_{2}]\}}                 |
| {\displaystyle \dim _{K}E}                           | 2 | 1                                                                    | 1                                                                          |
| {\displaystyle \sigma }                              | {\displaystyle x_{1}x_{2}\mapsto x_{2}x_{1}} | {\displaystyle \operatorname {id} }                                  | {\displaystyle -1}                                                         |
| {\displaystyle \operatorname {Free} (E)(3)}          | {\displaystyle \bigoplus _{\sigma \in \operatorname {Sym} (3)}\operatorname {Span} _{K}\{(x_{\sigma (1)}x_{\sigma (2)})x_{\sigma (3)},(x_{\sigma (1)}(x_{\sigma (2)}x_{\sigma (3)})\}} | {\displaystyle \operatorname {Span} _{K}\{x(yz),y(zx),z(xy)\}}       | {\displaystyle \operatorname {Span} _{K}\{[x,[y,z]],[y,[z,x]],[z,[x,y]]\}} |
| {\displaystyle \dim _{K}\operatorname {Free} (E)(3)} | 12 | 3                                                                    | 3                                                                          |
| {\displaystyle R}                                    | {\displaystyle \bigoplus _{\sigma \in \operatorname {Sym} (3)}\operatorname {Span} _{K}\{(x_{\sigma (1)}x_{\sigma (2)})x_{\sigma (3)}-x_{\sigma (1)}(x_{\sigma (2)}x_{\sigma (3)})\}}  | {\displaystyle \operatorname {Span} _{K}\{x(yz)-y(xz),x(yz)-z(xy)\}} | {\displaystyle \operatorname {Span} _{K}\{[x,[y,z]]+[y,[z,x]]+[z,[x,y]]\}} |
| {\displaystyle \dim _{K}R}                           | 6 | 2                                                                    | 1                                                                          |

이들의 코쥘 쌍대 오퍼라드는 각각 다음과 같다.
{\displaystyle \operatorname {Com} ^{!}=\operatorname {Lie} }
{\displaystyle \operatorname {Lie} ^{!}=\operatorname {Com} }
{\displaystyle \operatorname {Ass} ^{!}=\operatorname {Ass} }
이에 따라, 다음과 같은 동치가 존재한다.
- {\displaystyle \operatorname {Ass} }-대수는 {\displaystyle \operatorname {Ass} }-초대수와 동치이다.
- {\displaystyle \operatorname {Com} }-대수 (가환 {\displaystyle K}-결합 대수)는 {\displaystyle \operatorname {Lie} }-초대수(등급 리 초대수)와 동치이다.
- {\displaystyle \operatorname {Com} }-초대수 (등급 가환 {\displaystyle K}-결합 대수)는 {\displaystyle \operatorname {Lie} }-대수 (즉, 등급 {\displaystyle K}-리 대수)와 동치이다.

### 이차 결합 대수 / 이차 결합 초대수
결합 오퍼라드 {\displaystyle \operatorname {Ass} } 위의 이차 대수와 이차 초대수의 개념을 생각하자. 이를 정의하는 데는 사실 모노이드 범주의 구조만 사용되며, 대칭 모노이드 범주의 구조는 필요없다. 따라서, {\displaystyle \operatorname {Ass} } 위의 이차 대수와 이차 초대수의 개념은 서로 동치이다.
이 경우, 그 위의 이차 대수는 임의의 벡터 공간
{\displaystyle V=\bigoplus _{i\in \mathbb {Z} }V_{i}}
으로 생성되는 텐서 대수
{\displaystyle \operatorname {T} (V)}
및
{\displaystyle R\subseteq V\otimes V}
에 대한 몫 대수
{\displaystyle \operatorname {T} (V)/(R)}
이다. (즉, {\displaystyle V\setminus \{0\}}는 등급 1을 갖는다.)
그 코쥘 쌍대 대수는
{\displaystyle R^{\perp }=\{\phi \in (V^{*})^{\otimes _{K}2}\colon \phi (r)=0\;\forall r\in R\}\subseteq (V^{*})^{\otimes _{K}2}}
에 대한 몫
{\displaystyle \operatorname {T} (V^{*})/(R^{\perp })}
이다. 여기서 {\displaystyle V^{*}}는 {\displaystyle V}의 쌍대 공간이다.
이 경우가 장루이 코쥘이 발견한 고전적인 코쥘 쌍대성이다.
특히, 만약
{\displaystyle R_{\pm }(V)=\{u\otimes v\mp v\otimes u\colon u,v\in V\}}
인 경우를 생각하자. 그렇다면, 
{\displaystyle (R_{\pm }(V))^{\perp }=R_{\mp }(V^{*})}
이다. 이에 따라,
{\displaystyle \operatorname {Sym} (V)^{!}=\bigwedge (V^{*})}
{\displaystyle \bigwedge (V)^{!}=\operatorname {Sym} (V^{*})}
이다. 즉, 코쥘 쌍대성은 대칭 대수와 외대수 사이의 쌍대성을 정의한다.

### 이차 가환 대수 / 이차 리 초대수
가환 오퍼라드 {\displaystyle \operatorname {Com} }와 그 쌍대 오퍼라드인 리 오퍼라드 {\displaystyle \operatorname {Lie} }를 생각하자.
이 경우, {\displaystyle \operatorname {Com} } 위의 이차 대수는 벡터 공간 {\displaystyle V}로 생성되는 대칭 대수
{\displaystyle \operatorname {Sym} (V)}
및
{\displaystyle R\subseteq \operatorname {Sym} ^{2}(V)}
에 대한 몫
{\displaystyle B=\operatorname {Sym} (V)/R}
이다. 이는 가환환이다.
이에 대응되는 쌍대 초대수는 다음과 같다.:(2.3.9b) 우선, 이 대수 {\displaystyle B}를 결합 대수로 여겨, 그 코쥘 쌍대 대수 {\displaystyle B^{!}}를 정의할 수 있다. 그렇다면, 이는 표준적으로 등급 가환 호프 대수의 구조를 가지며, 따라서 어떤 정수 등급 리 초대수 {\displaystyle {\mathfrak {b}}}의 보편 포락 대수로 표현된다.
{\displaystyle B^{!}\cong \operatorname {U} ({\mathfrak {b}})}
이 등급 리 초대수는 {\displaystyle \operatorname {Lie} } 오퍼라드 위의 이차 초대수를 이룬다. 특히, 이는 등급 1의 원소만으로 생성된다.

### 이차 가환 초대수 / 이차 리 대수
리 대수 {\displaystyle {\mathfrak {g}}}가 주어졌다고 하자. 그렇다면, 그 보편 포락 대수 {\displaystyle \operatorname {U} ({\mathfrak {g}})}를 취할 수 있다. 이를 결합 대수로 여겨 그 코쥘 쌍대 대수
{\displaystyle \operatorname {U} ({\mathfrak {g}})^{!}}
를 취하자. 그렇다면, 이는 등급 1의 생성원들로 생성되는 등급 가환 등급 대수임을 보일 수 있다.
{\displaystyle \operatorname {Com} } 위의 이차 초대수는 어떤 외대수
{\displaystyle \bigwedge (V)}
의,
{\displaystyle R\subseteq \bigwedge ^{2}(V)}
에 대한 몫 대수
{\displaystyle \bigwedge (V)/R}
이다. 그렇다면, 완전열
{\displaystyle R^{\perp }\subseteq \bigwedge ^{2}(V^{*})}
이므로, 이는 {\displaystyle V^{*}}로 생성되는 자유 리 대수의 리 대수 아이디얼을 생성한다. 따라서, 그 몫 리 대수를 취할 수 있으며, 이는 정수 등급을 갖는다. 이는 {\displaystyle \operatorname {Com} }-이차 초대수에 대응하는 {\displaystyle \operatorname {Lie} }-이차 대수이다.

### L∞-대수
예를 들어, {\displaystyle {\mathcal {P}}=\operatorname {Lie} }일 때, 그 위의 호모토피 대수 구조는 L∞-대수이다. 이 경우, L∞-대수의 구조는 자유 등급 가환 대수 위의 미분 연산으로 주어진다.
마찬가지로, {\displaystyle {\mathcal {P}}=\operatorname {Com} }일 때, 그 위의 호모토피 대수 구조는 등급 교환 법칙을 정확히 따르며, 결합 법칙이 호모토피 아래 성립하는 대수 구조이다. 이 구조는 마찬가지로 등급 벡터 공간 위의 자유 리 초대수 위의 미분 등급 리 대수 구조로 주어진다.

## 역사
장루이 코쥘의 이름을 땄다. 코쥘 쌍대성의 오퍼라드를 통한 공식화는 빅토르 긴즈부르크(러시아어: Виктор Гинзбург)와 미하일 카프라노프(러시아어: Михаил Капранов)가 1994년에 도입하였다.

## 같이 보기
- 진비엘 대수

## 참고 문헌
1. 1 2 3 4 5 6 7 8 9  Ginzburg, Victor; Kapranov, Mikhail (1994). “Koszul duality for operads”. 《Duke Mathematics Journal》 (영어) 76 (1): 203–272. arXiv:0709.1228. doi:10.1215/S0012-7094-94-07608-4. MR 1301191. Zbl 0855.18006. 오류 정정 Ginzburg, Victor; Kapranov, Mikhail (1995). “Erratum to: Koszul duality for operads”. 《Duke Mathematics Journal》 (영어) 80 (1): 293–293.